# Citrate de bétaïne
Le citrate de bétaïne est un médicament dont la substance active (bétaïne ou triméthylglycine) était extraite de la betterave (Beta vulgaris subsp. vulgaris) d'où son nom.

## Indications
Ce médicament est un régulateur du métabolisme du foie (aromatisé au citron ou à la menthe). Il est indiqué comme médicament d'appoint contre certains troubles digestifs et maux de ventre (incluant ballonnements ou inconfort intestinal), et parfois pour faciliter la digestion.

## Posologie
Le citrate de bétaïne est disponible en vente libre, sous forme de granulés ou de comprimés effervescents à dissoudre dans un demi-verre d'eau, avant ou après un repas.
La posologie par défaut (indiquée sur la notice) est d'un comprimé une à trois fois par jour sur une courte durée (2-7 jours), en suivant les indications du pharmacien.
Une fois que l'on se sent mieux, il est conseillé d'arrêter le traitement et de ne pas dépasser 7 jours de traitement ; et si les symptômes persistent, il faut consulter un médecin,.

## Effets secondaires et précautions
Comme pour de nombreux médicaments, des réactions allergiques sont possibles chez certaines personnes : démangeaisons ou rougeurs (urticaire allergique), gonflement du cou ou du visage (angioedème).
En cas d'effets indésirables après la prise du médicament, il faut consulter sans attendre un médecin ou un pharmacien en lui signalant d'éventuelles prises conjointes d'autre médicament (y compris de médicament obtenu sans ordonnance).

## Précautions
Le citrate de bétaïne est réservé à l'adulte et aux enfants de plus de 15 ans.
C'est un sel (citrate) qui en comprimé effervescent est associé à du bicarbonate de sodium, de l'acide citrique anhydre, du mannitol, de la saccharine sodique, du macrogol 6000 et du benzoate de sodium (E211). Il va donc libérer des ions sodium en quantité notable (environ 22 % du poids du comprimé effervescent), une question à évoquer avec le médecin en cas de régime sans sel,.
L'effet de ce médicament pendant la grossesse ou l'allaitement est mal connu.
L'évaluation du risque éventuel lié à son utilisation est individuelle : demandez conseil à votre pharmacien ou à votre médecin.